# Kolej Lokalna Lwów-Podhajce

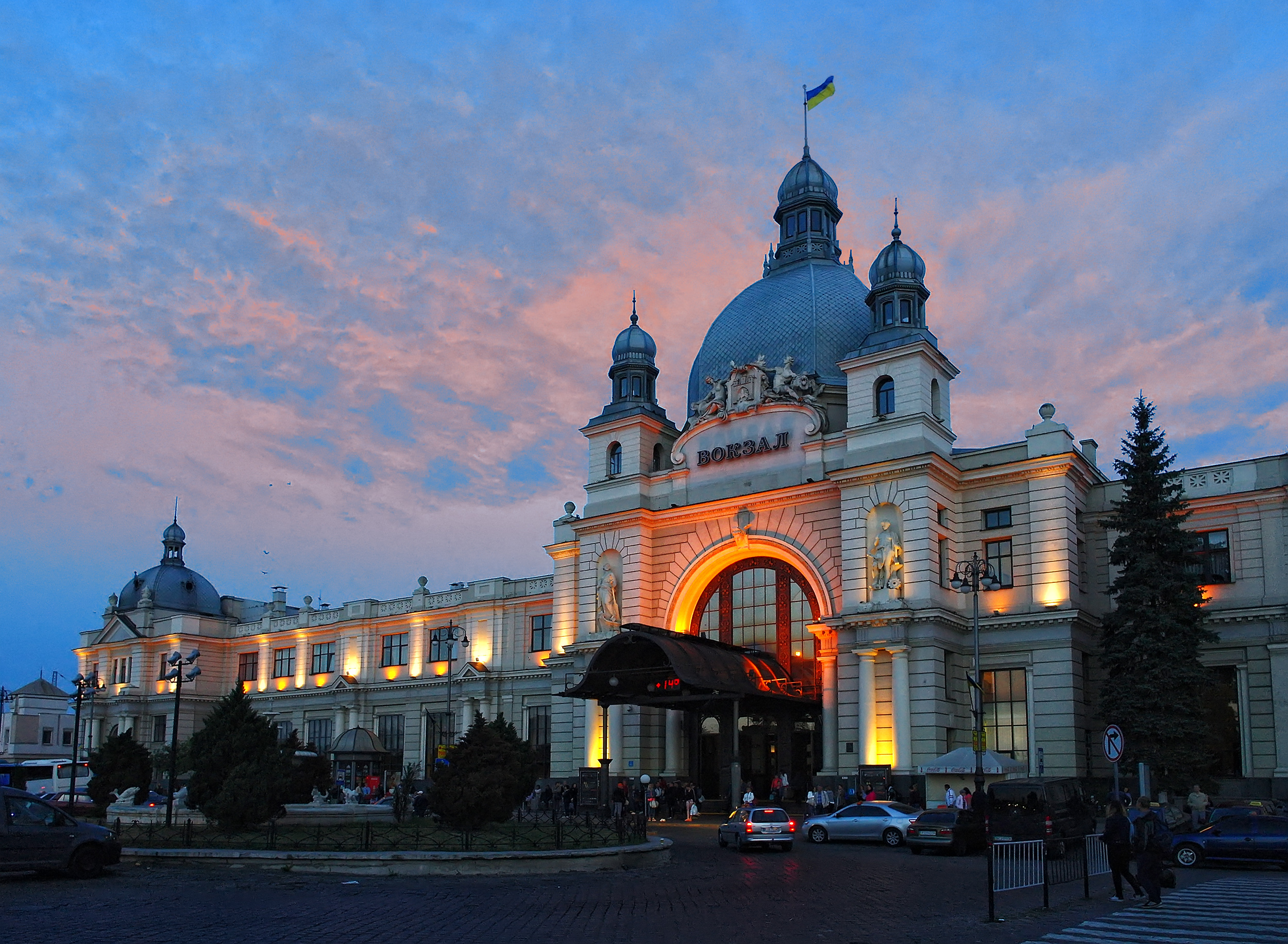
Dworzec kolejowy we Lwowie

Kolej Lokalna Lwów-Podhajce (niem. Localbahn Lemberg-Podhajce, LBLP) – kolej lokalna wybudowana w latach 1905–1909 na ziemiach polskich pod zaborem austriackim w granicach ówczesnego Cesarstwa Austriackiego, o łącznej długości 131,1 km. Kolej składała się z 3 połączonych ze sobą odcinków o zróżnicowanej długości (od 34 do 71 km). Pierwszą, 36 km otwarto w grudniu 1908. Ostatnią uruchomiono 10 miesięcy później, w październiku 1909.
Koncesję na budowę kolei Lwów – Podhajce 19 sierpnia 1905 otrzymali: Roman ks. Potocki, prof. Adam Czyżewicz i Adam Treter. Właścicielem kolei było „Towarzystwo Akcyjne Kolei Lokalnej Lwów-Podhajce”. Ówczesny skarb państwa udzielił ww. koncesjonariuszom gwarancję rocznego dochodu z linii kolejowej w wysokości 4% zainwestowanego kapitału (w 1909 wartość tego kapitału wyniosła 18,1 mln koron).
Ogólna długość linii kolei ulegała zmianom. Początkowo, w grudniu 1908 był to tylko 1 odcinek (dł. 35,91 km). Zimą 1909 został otwarty drugi odcinek (dł. 34,3 km), a jesienią trzeci i ostatni (dł. 70,92 km). Łączna długość 3 odcinków wynosiła 131,13 km.
W początkowym okresie funkcjonowania (1908) kolej dysponowała taborem, na który składało się: 11 lokomotyw, 10 wagonów osobowych i 28 towarowych. Rok później liczbę wagonów osobowych zwiększono o 8, a w 1912 ich stan wzrósł o kolejne 10 (łącznie eksploatowano wówczas 28 wagonów osobowych). Do wybuchu I wojny światowej stan taboru kolei Lwów – Podhajce nie uległ żadnym zmianom.
W pierwszym pełnym roku funkcjonowania (1909) z usług kolei lokalnej skorzystało 138 tys. pasażerów. Rok później przewozy pasażerów wzrosły do 332 tys. osób. W latach 1911–1913 kolejami podróżowało rocznie odpowiednio: 396, 415 i 435 tys. pasażerów. Podróżni mogli korzystać z wagonów o zróżnicowanym standardzie, stosownie do ich możliwości finansowych. Najzamożniejsi klienci kolei korzystali z wagonów 1 klasy, dla najbiedniejszych pozostawały wagony 3 klasy. W latach 1909–1913, w najlepszych warunkach podróżowało 0,07–0,13% pasażerów (zaledwie 1 na 770 podróżnych). Z przejazdu w 2 klasie korzystało zazwyczaj 6,8–9,8% podróżnych. Największą popularnością cieszyła wśród pasażerów 3 klasa – wagonami tej klasy podróżowało 87–89% klientów. Pozostałe 2,6–5,0% klientów stanowiły osoby podróżujące według taryfy wojskowej. Kolej Lokalna Lwów-Podhajce praktycznie nie eksploatowała wagonów pasażerskich 4 klasy.
W 1909 kolej przewiozła 27,9 tys. t ładunków. Kolejne lata przyniosły dynamiczny wzrost przewozów towarowych: z 66 tys. t (1910) do 100 tys. t (1911) i 112 tys. t (1912). Rok później łączna masa ładunków ponownie wyniosła 112 tys. t.

## Chronologiczny wykaz odcinków kolejowych otwartych przez Kolej Lokalną Lwów-Podhajce
- 15 grudnia 1908: Lwów – Kurowice dł. 35,91 km
- 1909
  - 25 lutego: Kurowice – Wołków dł. 34,3 km
  - 29 października: Wołków – Podhajce dł. 103,31 km